# Pescennina viquezi
Espèce
Pescennina viquezi est une espèce d'araignées aranéomorphes de la famille des Oonopidae.

## Distribution
Cette espèce est endémique du Costa Rica. Elle se rencontre dans les provinces d'Heredia et de San José.

## Description
La femelle holotype mesure 1,58 mm et le mâle paratype 1,40 mm.

## Étymologie
Cette espèce est nommée en l'honneur de Carlos Víquez.

## Publication originale
- Platnick & Dupérré, 2011 : The goblin spider genus Pescennina (Araneae, Oonopidae). American Museum novitates, no 3716, p. 1-64 (texte intégral).